# Helga Krook
Helga Krook, född 3 mars 1959, är en svensk författare, essäist och översättare.
Helga Krook doktorerade 2015 i litterär gestaltning vid Göteborgs Universitet. Hon är sedan 2024 professor i kreativt skrivande vid Linnéuniversitetet i Växjö. där hon undervisat sedan 2020.

## Priser och utmärkelser
- 2021 - De Nios Vinterpris
- 2021 - Kallebergerstipendiet